# Scopas
Pour les articles homonymes, voir Scopas d'Étolie et Scopas (historien).
Scopas (en grec ancien Σκόπας / Skópas) (vers -420 – -330) est un célèbre sculpteur et architecte grec, natif de Paros dans les Cyclades.

## Œuvre
Il a collaboré avec Praxitèle et réalisé une partie du mausolée d'Halicarnasse (sa contribution reste fortement remise en doute, cette information est donc à prendre avec des pincettes). Il prend en charge la reconstruction du temple d'Athéna Aléa à Tégée, détruit par un incendie en -395. Pausanias estime que le bâtiment « l'emporte de beaucoup sur tous les temples du Péloponnèse par son agencement et en particulier par sa taille ». Pour le temple d’Athéna, il collabore avec le sculpteur athénien Pandios. Parmi les sujets mythologiques abordés figurent la chasse au sanglier de Calydon (fronton de façade) et le combat d'Achille contre Télèphe (fronton arrière). On lui doit probablement plusieurs édifices au sanctuaire des Grands Dieux de Samothrace. Ses œuvres sont caractérisées par une double torsion qui anime des corps massifs, et par la recherche de l'expressivité. On lui attribue aussi :

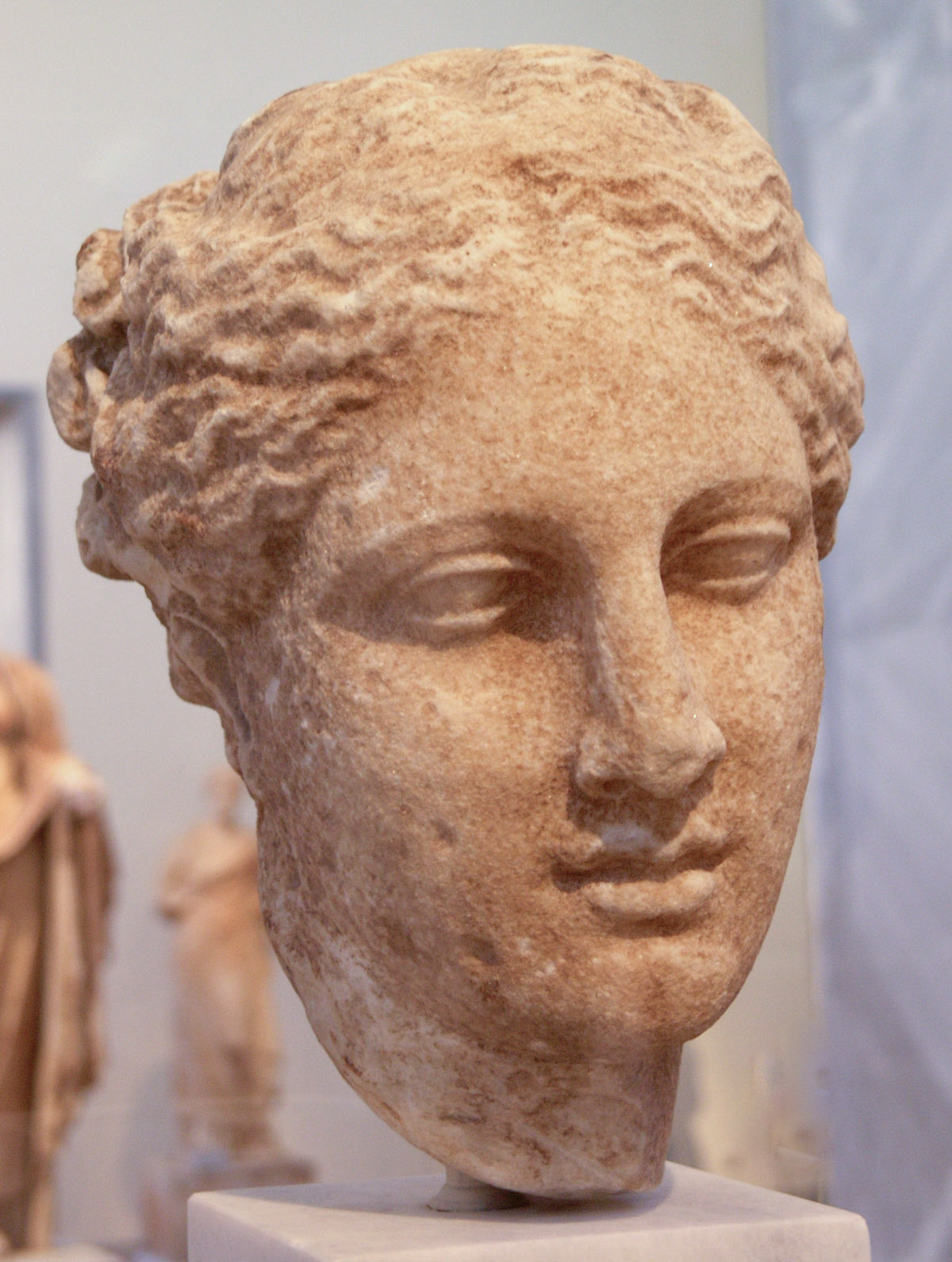
Tête d'Hygie, attribuée à Scopas, et provenant du temple d'Athéna Aléa à Tégée (musée national archéologique d'Athènes).

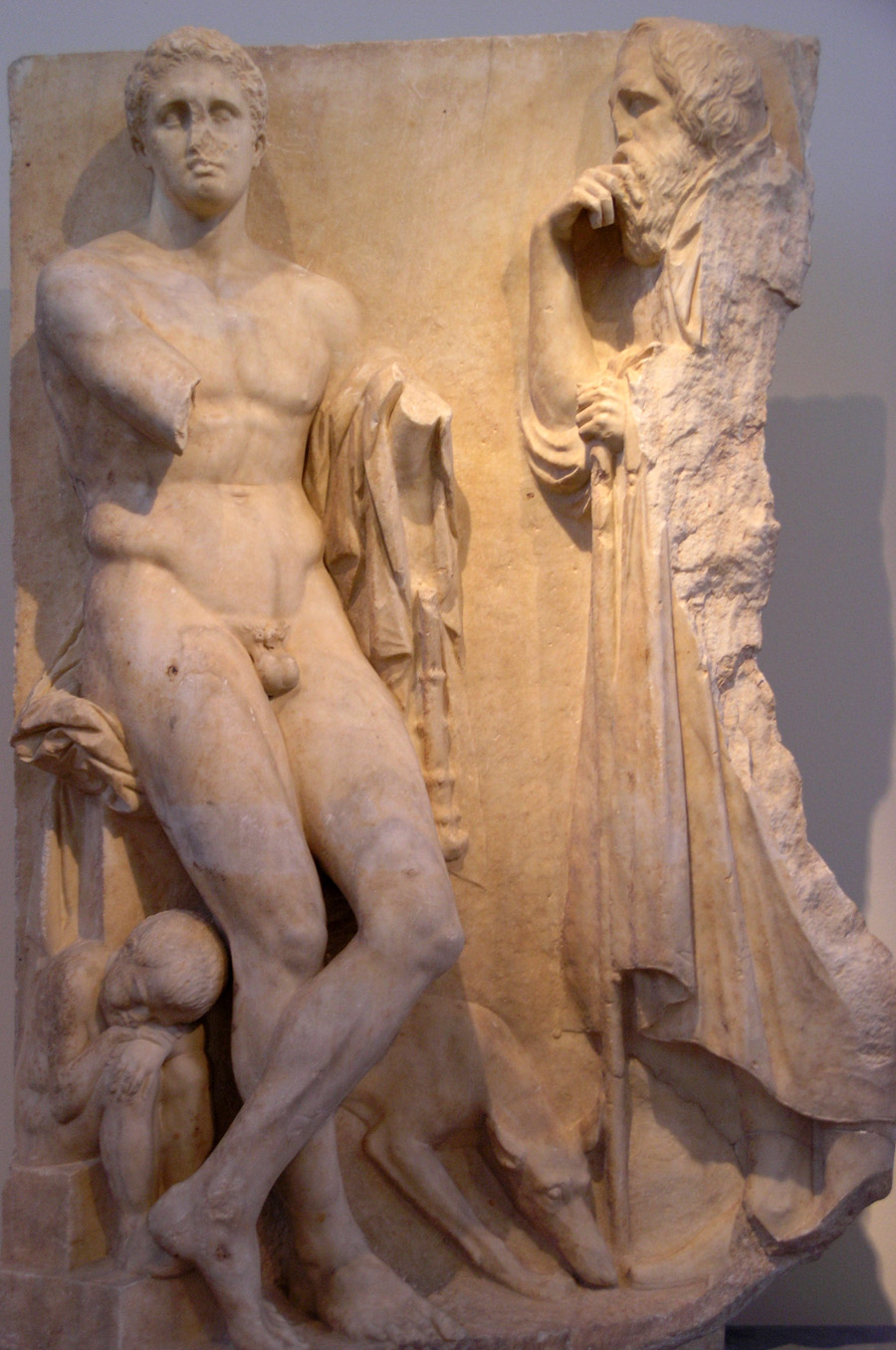
Stèle funéraire attique attribuée à Scopas ou à son atelier, musée national archéologique d'Athènes.

- des statues d'Asclépios et d'Hygie au temple d'Asclépios à Gortyne, en Arcadie ;
- une statue d'Hygie à Tégée (la célèbre Tête d'Hygie, exposée au musée national archéologique d'Athènes) ;
- une statue d'Aphrodite Pandémos à Élis ;
- une Aphrodite Pudique, selon Pline l'Ancien[3] ;
- une statue d'Hécate à Argos ;
- deux Érinyes du temple des Augustes Déesses à Athènes ;
- un Héraclès à Sicyone ;
- un Apollon à Rhamnonte, qui se retrouvera dans le temple d'Apollon sur le Palatin, à Rome, chanté par Properce[4] ;
- une ménade à laquelle plusieurs épigrammes de l’Anthologie grecque rendent hommage ;
- deux statues de Pothos, une pour un groupe où figuraient aussi Eros et Himéros à Mégare[5] et une pour un groupe à Samothrace[6].